# Kenneth Stewart Cole
Kenneth Stewart Cole (10 de julio de 1900 - 18 de abril de 1984) fue un biofísico estadounidense descrito por sus pares como "un pionero en la aplicación de la ciencia física a la biología". Cole recibió la Medalla Nacional de Ciencias en 1967.

## Biografía
Nació el 10 de julio de 1900 en Ithaca, Nueva York, hijo de Charles Nelson Cole, profesor de latín en la Universidad de Cornell, y de Mabel Stewart. Kenneth tenía un hermano menor, Robert H. Cole, con el que se mantuvo muy unido durante toda su vida a pesar de la gran diferencia de edad; fueron coautores de cuatro artículos publicados entre 1936 y 1942.
En 1902 la familia se mudó a Oberlin, Ohio, cuando su padre aceptó un puesto en el Oberlin College. Su padre más tarde se convertiría en decano. La madre de Kenneth lo fue, y Cole se graduó en el Oberlin College en 1922 y se doctoró en física con Floyd K. Richtmyer de la Universidad de Cornell en 1926. Pasó los veranos trabajando en el laboratorio de General Electric en Schenectady, Nueva York.
En 1932, Cole se casó con Elizabeth Evans Roberts, abogada. En 1957 se incorporó a la Comisión de Derechos Civiles de Estados Unidos.
Kenneth se unió al personal de la Universidad de Columbia en 1937 y permaneció allí hasta 1946. También había colaborado con el Hospital Presbiteriano y la Fundación Guggenheim para Estudios Avanzados de la Universidad de Princeton y la Universidad de Chicago .
De 1949 a 1954 fue director técnico del Instituto de Investigación de Medicina Naval en Bethesda, Maryland. En 1954 asumió el cargo de jefe del laboratorio de biofísica del Instituto Nacional de Enfermedades Neurológicas y Ceguera.
Logró avances que condujeron a la "teoría del sodio" de la transmisión nerviosa que más tarde valió el Premio Nobel a Alan L. Hodgkin y Andrew F. Huxley en 1963. Cole fue elegido miembro de la Sociedad Estadounidense de Física en 1931, miembro de la Academia Nacional de Ciencias en 1956, y miembro de la Academia Estadounidense de Artes y Ciencias en 1964.En 1967 recibió la Medalla Nacional de Ciencias; en la mención del premio se leía: "Como resultado, sabemos mucho más sobre el funcionamiento del sistema nervioso". En 1972 fue nombrado miembro de la Royal Society de Londres. La Sociedad de Biofísica concede la medalla Kenneth S. Cole a un científico que estudie las membranas celulares.
En 1980 se convirtió en profesor adjunto del Departamento de Neurociencias del Instituto Scripps de Oceanografía de San Diego. Tuvo un hijo, Roger Braley Cole, y una hija, Sarah Roberts Cole.
Murió el 18 de abril de 1984 en La Jolla, California.

## Modelo eléctrico de tejido.
El tejido se puede modelar como un circuito eléctrico con propiedades resistivas y capacitivas:

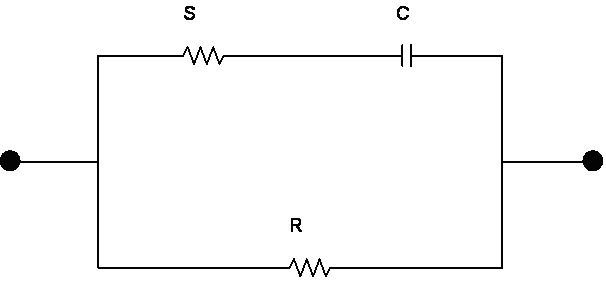
Circuito eléctrico equivalente

Su dispersión y absorción están representadas por la fórmula empírica:
{\displaystyle \epsilon ^{*}-\epsilon _{\infty }={\dfrac {\epsilon _{0}-\epsilon _{\infty }}{1+(i\omega \tau _{0})^{1-\alpha }}}}
En esta ecuación {\displaystyle \epsilon ^{*}} es la constante dieléctrica compleja, {\displaystyle {\epsilon _{0}}} y {\displaystyle \epsilon _{\infty }} son las constantes dieléctricas "estática" y de "frecuencia infinita", {\displaystyle \omega =2\pi } veces la frecuencia y {\displaystyle \tau _{0}} es un tiempo de relajación generalizado. El parámetro {\displaystyle \alpha } Puede tomar valores entre 0 y 1; el primer valor da el resultado de Debye para dieléctricos polares. Esta expresión requiere que el lugar geométrico de la constante dieléctrica en el plano complejo sea un arco circular con puntos extremos en el eje de los reales y centro debajo del eje.
Conviene subrayar que el modelo Cole-Cole es un modelo empírico de los datos medidos. Se ha aplicado con éxito a una gran variedad de tejidos en los últimos 60 años, pero no aporta ninguna información sobre las causas subyacentes de los fenómenos medidos.
Varias referencias en la literatura utilizan una forma de la ecuación de Cole escrita en términos de impedancia en lugar de una permitividad compleja.
La impedancia {\displaystyle Z} es dado por:
{\displaystyle Z=R_{\infty }+{\frac {R_{0}-R_{\infty }}{1+({\tfrac {jf}{f_{c}}})^{1-\alpha }}}}
Dónde {\displaystyle R_{0}} y {\displaystyle R_{\infty }} son las resistencias a frecuencia cero (es decir CC) e infinito, respectivamente. {\displaystyle f_{c}} suele denominarse frecuencia característica. La frecuencia característica no es la misma cuando el análisis se realiza en términos de permitividad compleja. Una interpretación simple de la ecuación anterior es en términos de un circuito donde una resistencia {\displaystyle S} está en serie con un condensador {\displaystyle C} y esta combinación se coloca en paralelo con una resistencia {\displaystyle R} . En este caso {\displaystyle R_{0}=R} y {\displaystyle R_{\infty }\ ={\tfrac {RS}{R+S}}} . Se puede demostrar que {\displaystyle f_{c}} viene dada por {\displaystyle f_{c}={\tfrac {1}{2\pi C(R+S)}}} .

## Mediciones eléctricas de tejidos.
En una serie de artículos publicados entre 1930 y 1940, estudió experimentalmente las propiedades eléctricas de tejidos vivos como la Nitella, los huevos de rana y, sobre todo, el axón gigante del calamar.
La figura 4 de se utiliza a veces como representaciones artísticas de la biofísica. También apareció, girada 90 grados, en apartamentos suecos como arte moderno.

## Publicaciones
- Cole, Kansas 1928. Impedancia eléctrica de suspensiones de esferas. Revista de fisiología generalPubMed
- Cole, KS 1979. Principalmente membranas. Revisión anual de fisiología 41:1-23PubMed
- Cole, KS y RH Cole. 1941. Dispersión y absorción en dieléctricos. J. química. Física. 9:341-351
- Cole, KS y Baker, RF 1941. Impedancia longitudinal del axón gigante del calamar. J. Gen. Fisiol. 24:771-788 (Inductancia de membrana)